# Criminal (canción de Natti Natasha y Ozuna)
«Criminal» es una canción de la cantante dominicana Natti Natasha y el cantante puertorriqueño Ozuna, lanzada por Pina Records el 18 de agosto de 2017. Escrita por los dos cantantes, Jhay Cortez, Rafael Pina, Vicente Saavedra y su productor Haze, es una canción de reggaetón con programación de batería y patrones de bajo contundentes influenciados por el género dancehall. El video musical que acompaña a la canción fue dirigido por Nuno Gomes en una prisión de mujeres abandonada en Vega Alta, Puerto Rico, y muestra a Ozuna como el director de la prisión enamorándose de una prisionera interpretada por Natasha. El video recibió más de 1,000 millones de vistas en YouTube en los primeros cinco meses de su lanzamiento y fue el video musical más visto por una cantante en 2017.
La canción fue bien recibida por los críticos de música, quienes la encontraron pegajosa y la elogiaron por darle al reggaetón un atractivo para la pista de baile. Recibió varias nominaciones a premios, ganando la «Mejor Colaboración» en los Premios Soberano 2018. «Criminal» se convirtió en un éxito de crossover y ayudó a relanzar la carrera musical de Natasha, convirtiéndose en su primer sencillo en el top cinco de la lista US Hot Latin Songs desde «Dutty Love» en 2012 y su primer número uno en España, donde pasó tres semanas consecutivas en la cima. También encabezó las listas en El Salvador, Paraguay, Perú y España, y alcanzó el top 10 en otros 10 países de América Latina.

## Antecedentes
«Criminal» fue escrita por Natasha, Ozuna, Jhay Cortez, Rafael Pina, Vicente Saavedra y su productor Haze. Pina, el mánager de Natasha, le envió la canción a Ozuna después de dos intentos fallidos de colaboración, y Ozuna la calificó como un «jonrón». Pina recordó: «Después de varios meses de intentar sacar adelante la canción, siempre había una situación que habría desalentado a cualquiera, pero, a diferencia de mí, nunca me desperté con un 'no' en la cabeza y continué sin que nada ni nadie me detuviera». Natasha considera «Criminal» como su segunda oportunidad en la carrera musical y su primer lanzamiento en solitario donde contó con el apoyo suficiente de la discográfica. Sobre el proceso de escritura, ella dijo: «Para mí, es una canción muy especial porque tuve la oportunidad de escribir mi parte de la letra y realmente me encantó. Cuando Ozuna aceptó, estaba extremadamente emocionada y por alguna razón, sabía que a la gente le iba a encantar tanto como a nosotros».
Es una canción de reggaetón con programación de batería y patrones de bajo contundentes influenciados por el género dancehall.

## Video musical
El video musical que acompaña a la canción fue dirigido por el director venezolano Nuno Gómes. Se filmó en una prisión de mujeres desactivada en Vega Alta, Puerto Rico, en abril de 2017, y se inspiró en el video musical de «Telephone» de Lady Gaga. Un día antes de la filmación, una tormenta azotó Vega Alta, lo que provocó que los camiones quedaran atascados en el barro y que el vestuario del video se mojara. Gómes calificó ese día como el peor de su carrera. La filmación duró casi 20 horas. El diseñador de moda Nelson Tavárez eligió conjuntos audaces para el vestuario de Natasha para retratar a su personaje como empoderado y confiado.
Natasha interpreta a una prisionera que intenta atraer la atención de Ozuna, el director de la prisión. El video comienza con Natasha siendo escoltada a la prisión donde Ozuna la espera. Se les muestra en varios lugares dentro de la prisión, con Natasha realizando bailes sensuales para Ozuna. El video alcanza su clímax con Natasha sentada en una silla eléctrica y Ozuna acercándose a ella para besarla. Ambos son electrocutados, pero se muestran juntos en medio de alarmas policiales en la escena final.
El video encabezó la lista semanal de YouTube durante dos semanas consecutivas en noviembre de 2017, poniendo fin a las 35 semanas de «Despacito» de Luis Fonsi en el número uno. Superó las 1,000 millones de vistas en YouTube en los primeros cinco meses desde su lanzamiento el 18 de agosto de 2017 y fue el video musical más visto por una artista femenina en 2017. «Criminal» es uno de los 50 videos más vistos y uno de los ocho videos en español más vistos en YouTube, habiendo recibido más de 2,000 millones de vistas. Es también el video musical más visto tanto de Natasha como de Ozuna en la plataforma. Natasha dijo que YouTube le proporcionó «la oportunidad de llegar a otras partes del mundo, cuando antes dependíamos de una discográfica para eso. Definitivamente es un logro no solo para mí, sino para las mujeres latinas. Antes no teníamos ese alcance». Billboard incluyó «Criminal» en el número 11 de su lista de los «25 Videos Musicales Latinos Más Sexys». Tommy Calle de Hoy escribió que la «sensualidad y belleza» de Natasha en el video «destacan a la vista».

## Recepción a la crítica
«Criminal» fue bien recibida por los críticos de música. Leila Cobo de Billboard describió la canción como «sexy sin ser vulgar» y dijo que su «inmediatez pegajosa» la convirtió en «una sensación en YouTube». Marjua Esteves del mismo sitio web escribió que no es «el típico reggaetón rápido, sino un tema criminalmente lento y sensual». Raquel Reichard de The Fader calificó la canción como un «éxito total» y un «pegajoso». Escribiendo para Maxim, Brandon Friederich encontró la canción «contagiosa» y escribió: «Incluso si no hablas español, intenta resistir la tentación de cantar el coro lleno de 'muy criminal'». Alberto Palao Murcia de Los 40 comentó: «Reproduje la pista tímidamente esperando un ritmo más latino que ni siquiera llegara a la pista de baile, pero, para mi sorpresa, en el segundo coro ya estaba cantando 'Criminal, Cri-Criminal...». De manera similar, Tommy Calle de Hoy la llamó «un himno urbano que ha logrado encender la pista de baile» y «una canción pegajosa que levanta el ánimo de todos».
Billboard colocó «Criminal» en el número 17 en su lista de las «20 Mejores Canciones Latinas de 2017». Mike Wass de Idolator dio a la canción una mención honorífica en su lista de «Las Mejores Canciones de Pop Latino de 2017».

## Posicionamiento en listas

### Clasificación semanal
| Clasificación (2017) | Mejores posiciónes |
| -------------------- | ------------------ |
| Argentina            | 9                  |
| Bolivia              | 3                  |
| Chile                | 4                  |
| Colombia             | 4                  |
| Ecuador              | 8                  |
| El Salvador          | 1                  |
| España               | 1                  |
| Estados Unidos       | 99                 |
| Guatemala            | 6                  |
| Italia               | 69                 |
| Honduras             | 2                  |
| Nicaragua            | 2                  |
| Panamá               | 9                  |
| Paraguay             | 1                  |
| Perú                 | 1                  |
| Portugal             | 89                 |
| República Dominicana | 2                  |
| Suiza                | 97                 |
| Uruguay              | 2                  |

### Clasificación anual
| Clasificación (2017) | Posiciones |
| -------------------- | ---------- |
| El Salvador          | 10         |
| Honduras             | 3          |
| Nicaragua            | 2          |
| República Dominicana | 67         |